# Ок (тауншип, Миннесота)
Ок (англ. Oak) — тауншип в округе Стернс, Миннесота, США. На 2000 год его население составило 608 человек.

## География
По данным Бюро переписи населения США площадь тауншипа составляет 89,6 км², из которых 86,6 км² занимает суша, а 3,0 км² — вода (3,33 %).

## Демография
По данным переписи населения 2000 года здесь находились 608 человек, 178 домохозяйств и 152 семьи.  Плотность населения —  7,0 чел./км².  На территории тауншипа расположено 188 построек со средней плотностью 2,2 построек на один квадратный километр. Расовый состав населения: 99,51 % белых, 0,16 % афроамериканцев и 0,33 % приходится на две или более других рас. Испанцы или латиноамериканцы любой расы составляли 0,16 % от популяции тауншипа.
Из 178 домохозяйств в 53,9 % воспитывались дети до 18 лет, в 80,3 % проживали супружеские пары, в 3,4 % проживали незамужние женщины и в 14,6 % домохозяйств проживали несемейные люди. 11,2 % домохозяйств состояли из одного человека, при том 3,4 % из — одиноких пожилых людей старше 65 лет. Средний размер домохозяйства — 3,42, а семьи — 3,78 человека.
37,5 % населения — младше 18 лет, 7,6 % — в возрасте от 18 до 24 лет, 29,9 % — от 25 до 44, 17,9 % — от 45 до 64, и 7,1 % — старше 65 лет. Средний возраст — 30 лет. На каждые 100 женщин приходилось 111,8 мужчин.  На каждые 100 женщин старше 18 приходилось 119,7 мужчин.
Средний годовой доход домохозяйства составлял 45 893 доллара, а средний годовой доход семьи —  48 333 доллара. Средний доход мужчин —  33 000  долларов, в то время как у женщин — 17 875. Доход на душу населения составил 16 360 долларов. За чертой бедности находились 3,4 % семей и 3,1 % всего населения тауншипа, из которых 0,8 % младше 18 и 3,8 % старше 65 лет.